# 隘丁城
隘丁城位於今臺灣宜蘭縣蘇澳鎮隘丁里，是過去在清嘉慶二十二年（1817年）時至此開墾的40名汀州移民所建設，目的是防止早已住在附近的泰雅族人攻擊。由於此城日夜輪流派隘丁看守戒備，故名隘丁城。後來進入日治時期後，由於日方在此地進行更進一步的開發，使此城逐漸失去防禦價值而日益傾圮。目前僅餘一些牆垣與「隘丁里」、「隘丁路」等遺跡做為此城存在過的證明。

## 建築特色
隘丁城由石板與刺竹所築成，共開有四座高寬均為2公尺的城門。

## 外部連結
- 【影片】宜蘭縣教育處——隘丁城的名稱[永久]